# Lundey
Lundey (Papegaaiduikereiland) is een klein eilandje in de Kollafjörður, de fjord waar de IJslandse hoofdstad Reykjavik aan ligt. Het onbewoonde eilandje meet ongeveer 400 bij 150 meter en is maximaal 14 meter hoog. Het is een toevluchtsoord voor vele soorten zeevogels, waaronder de papegaaiduiker, de zwarte zeekoet en diverse sternen. Vanaf Sæbraut, een van de twee havens van Reykjavík, worden er tochtjes naar het eiland georganiseerd.

## Andere eilanden met de naam Lundey in IJsland

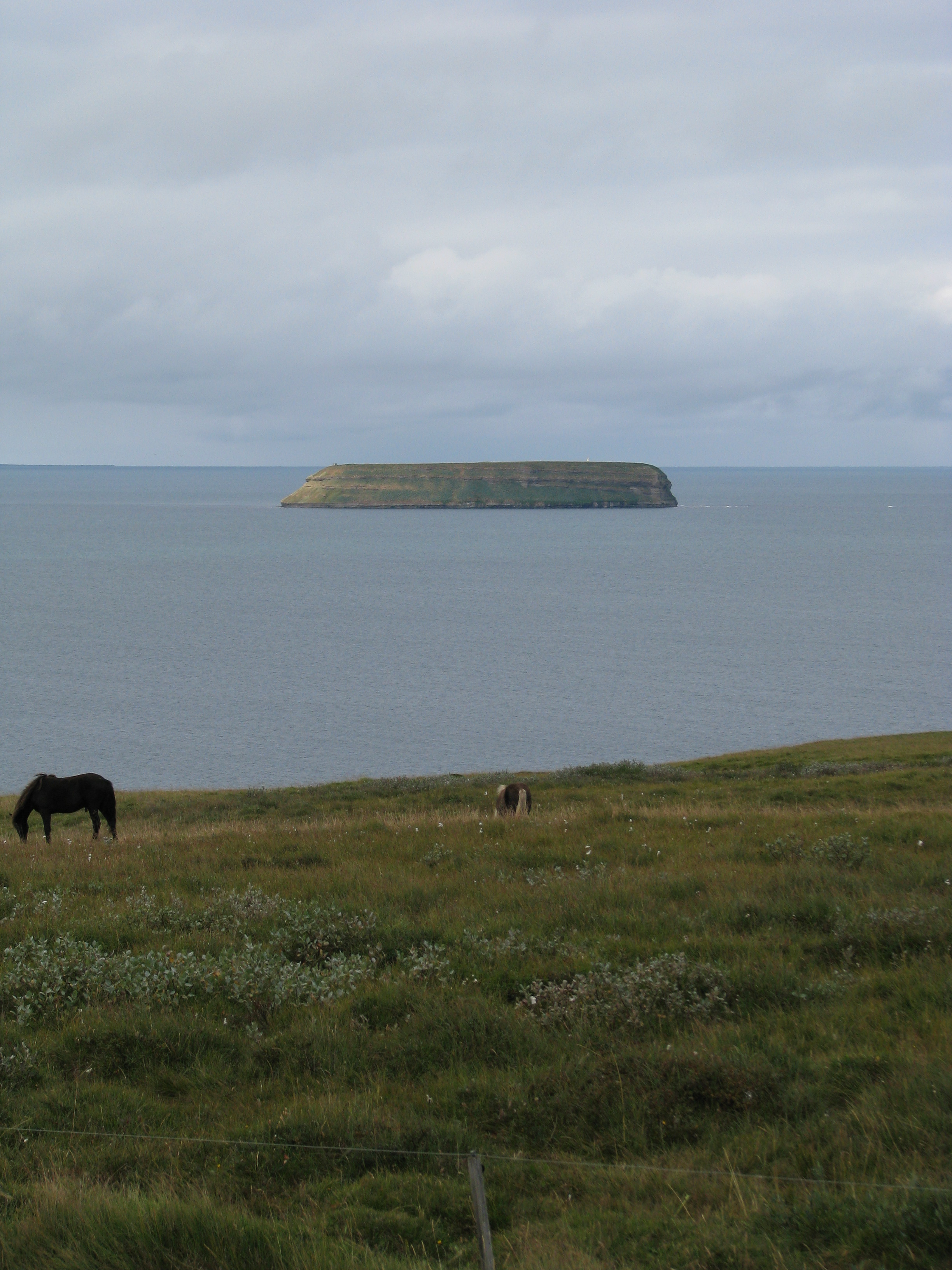
Lundey in de Skjálfandi.

Ook in de Skagafjörður in het noorden van IJsland ligt een ander, 41 meter hoog rotsig eilandje dat Lundey heet.
Het derde eilandje dat Lundey heet ligt in de Skjálfandi ongeveer 7 kilometer noordelijk van Húsavík voor de kust van Tjörnes. Dit is meer een rots in zee dan een eiland en boven op deze rots staat een vuurtoren. Op beide eilanden komen veel papegaaiduikers voor, vandaar de naam.